# Blodnäva
Blodnäva (Geranium sanguineum) är en art i 
art i familjen näveväxter. Den förekommer i större delen av Europa, till Kaukasus och Mindre Asien. Blodnävan är vildväxande i Sverige och dessutom en populär trädgårdsväxt.

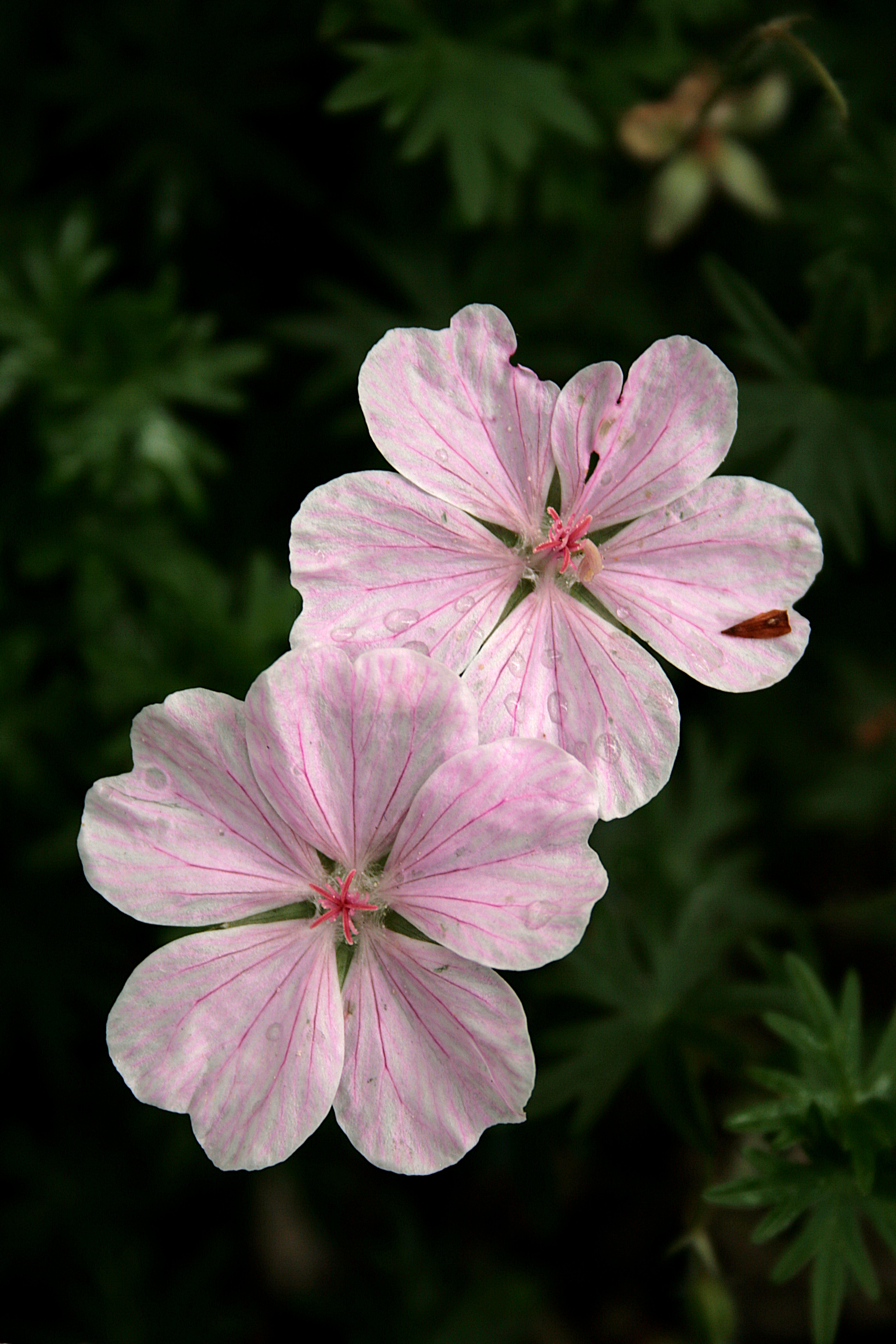
Geranium sanguineum 'Striatum'

En flerårig ört som bildar täta bestånd. Stjälkarna är veka och greniga, ofta rödaktiga med har styvt utstående hår. Blad djupt handflikiga. Blommorna sitter ensamma i bladvecken, Kronbladen är purpurrosa, karminrosa eller rosa med nerver i purpur, grunt urnupna i toppen.
Två varieteter erkänns:
- var. sanguineum - blommorna är karmosinrosa.
- jungfrunäva (var. striatum) - blommorna är ljust rosa med mörkare rosa nerver.

Artepitetet sanguineum (lat.) betyder blod och syftar på artens klarröda höstfärger och ofta rödaktiga stjälkar. 

## Sorter (urval)
- 'Album' - 35–45 cm. Blommor stora, rent vita.
- 'Max Frei' 10–20 cm. Kompakt och lågväxande sort, blommor klart purpurrosa. Utsågs 2002 till "Årets perenn".

## Synonymer
- var. sanguineum
  - Geranium prostratum Cavanilles, 1787
  - Geranium sanguineum subsp. sanguineiforme Rouy, 1897
  - Geranium sanguineum var. prostratum (Cavanilles) Persoon
  - Geranium sanguineum var. sanguineiforme (Rouy) P. Fourn, 1937
- var. striatum Weston, 1771
  - Geranium lancastriense Miller, 1768

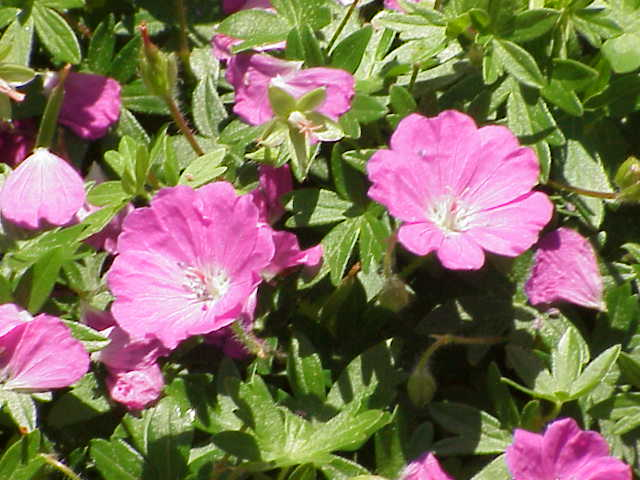
Blodnäva